# Warth-Weiningen
Warth-Weiningen is een gemeente en plaats in het Zwitserse kanton Thurgau, en maakt deel uit van het district Frauenfeld.
Warth-Weiningen telt 1178 inwoners (per 31 december 2007).